# Observatorio de París
El Observatorio de París (nombre original en francés: Observatoire de Paris) es un observatorio astronómico ubicado en París, Francia, que nació de un proyecto, surgido en 1667, de crear un observatorio equipado con buenos instrumentos y que permitiese elaborar mapas útiles para la navegación marítima. Aparece como complemento a la Academia de las Ciencias fundada en 1666.
Juega un papel muy importante en la astronomía de occidente. Es en él donde nacieron ciencias como la geodesia, la cartografía y la meteorología.
El Observatorio de París está actualmente ubicado en tres emplazamientos: París, Meudon y Nançay.

## Historia
Ya en 1665 bajo la presión de numerosos científicos, y en particular de Adrien Auzout, este escribe una carta a Luis XIV para pedirle la creación sin más dilaciones de una Compañía de las ciencias y las artes.
Es en 1666 cuando Luis XIV y Jean-Baptiste Colbert fundan la Academia real de las ciencias. En su primera sesión, el 22 de diciembre de 1666, se decide la creación del observatorio real, que más tarde se convertirá en el actual observatorio de París. Habría de servir de lugar de reunión y experimentación para todos los académicos. Pero en razón de su alejamiento del París de aquel momento únicamente los astrónomos lo utilizaban.
El 21 de junio de 1667 (día del solsticio de verano), los matemáticos de la Academia trazan en el terreno, en el emplazamiento actual del edificio, el meridiano y las otras líneas necesarias para la implantación exacta del edificio diseñado por el arquitecto y médico Claude Perrault (cuyo hermano Charles era secretario de Colbert). La línea central del Observatorio definirá desde entonces el meridiano de París. Ya en 1669, Colbert llama a Giovanni Cassini (1625-1712) para dirigir el Observatorio y este manda efectuar modificaciones en el edificio.
El emplazamiento de Meudon se habilitó en la ubicación del antiguo castillo de Meudon.

### Dinastía de los Cassini

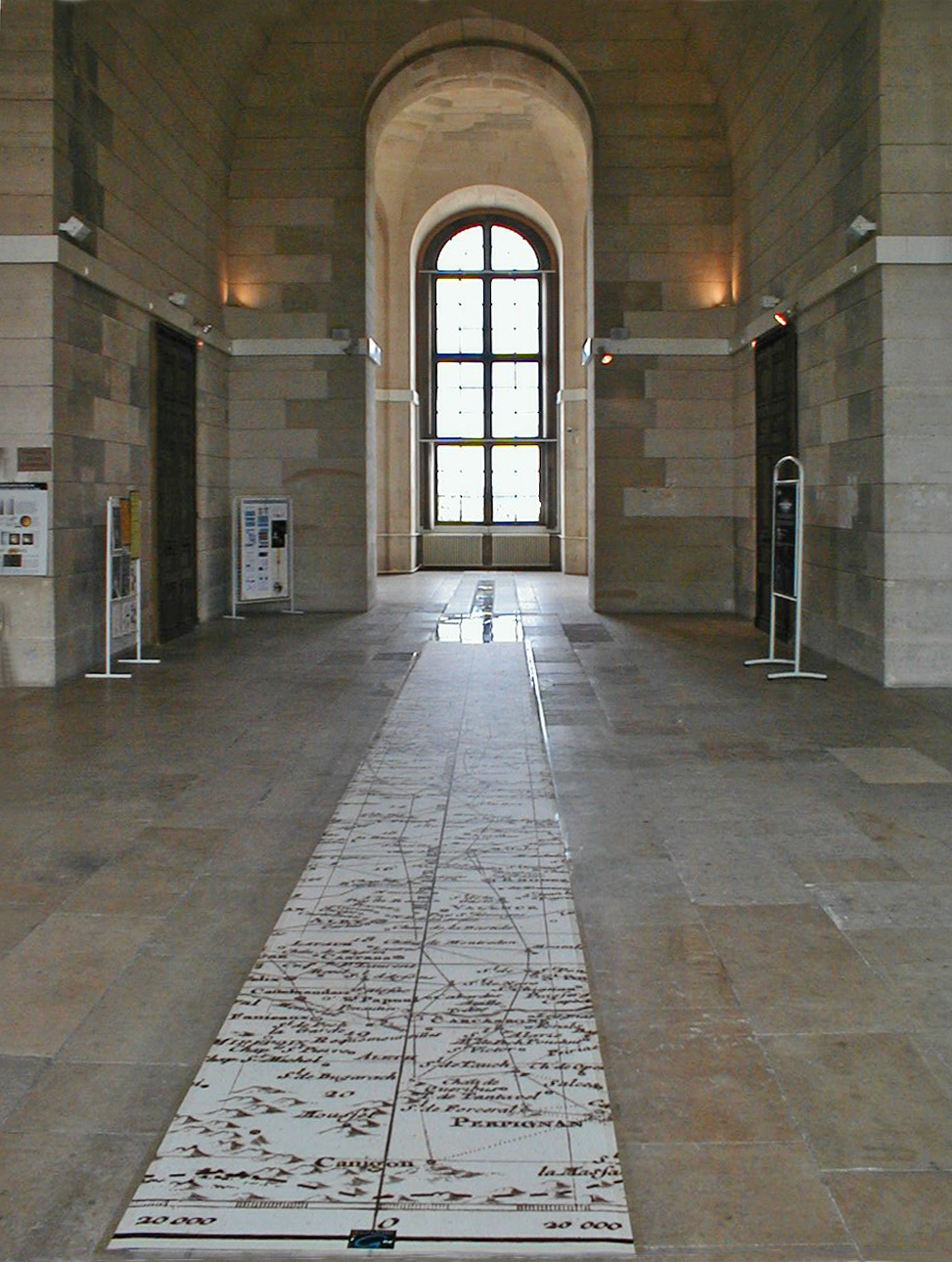
Sala meridiana, llamada Sala Cassini.

El observatorio estuvo dirigido durante sus 125 primeros años por la familia Cassini :
- Jean-Dominique Cassini, (Cassini I), de 1669 a 1712 le da una rápida expansión. Durante este periodo hay grandes astrónomos como Huygens, Roëmer y otros que acuden habitualmente al Observatorio. Jean Picard efectúa en él una medida del grado terrestre, fundando así la geodesia.
- Jacques Cassini (Cassini II), su hijo, toma el relevo de 1712 a 1756. El Observatorio es entonces dirigido por la Academia de las Ciencias, pero de hecho el director tiene una gran independencia.
- César-François Cassini de Thury (Cassini III, también llamado Cassini de Thury), nieto del primero, lo dirige de 1756 a 1784. Es en este periodo cuando se desarrollan los estudios de geodesia y de cartografía.
- Jean-Dominique, conde de Cassini (Cassini IV), el bisnieto, que sufre los asaltos de la Revolución francesa y dirige el observatorio desde 1784. Es monárquico y dimite en 1793.

Todos los Cassini habían estado muy presentes en el Observatorio, e incluso habían vivido en él.

### Tras la Revolución
Tras la dimisión del Conde de Cassini, el observatorio resulta algo dejado de lado por la Revolución francesa en razón de sus muy fuertes lazos con la monarquía. Incluso se realiza una inspección de los lugares con ciertas demostraciones de mano dura, pretendiendo encontrar allí armas y víveres, algo que no se halló en las instalaciones del Observatorio. El dinero va a faltar en esta etapa.
En 1795, un decreto integra al observatorio en la Oficina de longitudes, cuya misión es el desarrollo de la astronomía. Los astrónomos Lalande, Jean-Dominique Cassini, Pierre-François-André Méchain y Jean-Baptiste Joseph Delambre pertenecen a la plantilla y perciben un salario.
Durante los años siguientes el puesto de director se otorgará sucesivemente a:
- Lalande, de 1795 a 1800. Bajo su dirección el observatorio contribuye a la estandardización de las medidas, el metro y el kilogramo, el 10 de diciembre de 1799). Los dos patrones de medida se conservarán en el Observatorio hasta 1889, fecha en que pasan a la Oficina internacional de pesos y medidas, en Sèvres.
- Pierre Méchain de 1800 a 1804.
- Jean-Baptiste Joseph Delambre de 1804 a 1822.

Sin embargo, hay que destacar que durante este periodo la dirección del observatorio va de la mano con la presidencia (renovada anualmente) de la Oficina de longitudes y no concierne más que a la dirección administrativa, no a la científica, pues los astrónomos tienen autonomía en lo que concierne a los objetivos de sus trabajos. Alexis Bouvard estuvo así, en calidad de tesorero de la Oficina de longitudes, a cargo de la administración del Observatorio desde 1808 hasta su muerte en 1843. En abril de 1834, como consecuencia de la adopción de un nuevo reglamento de la Oficina de longitudes respecto al servicio del Observatorio de París, François Arago es nombrado director de las observaciones y encargado de supervisar el trabajo regular del establecimiento, confiado a alumnos astrónomos.

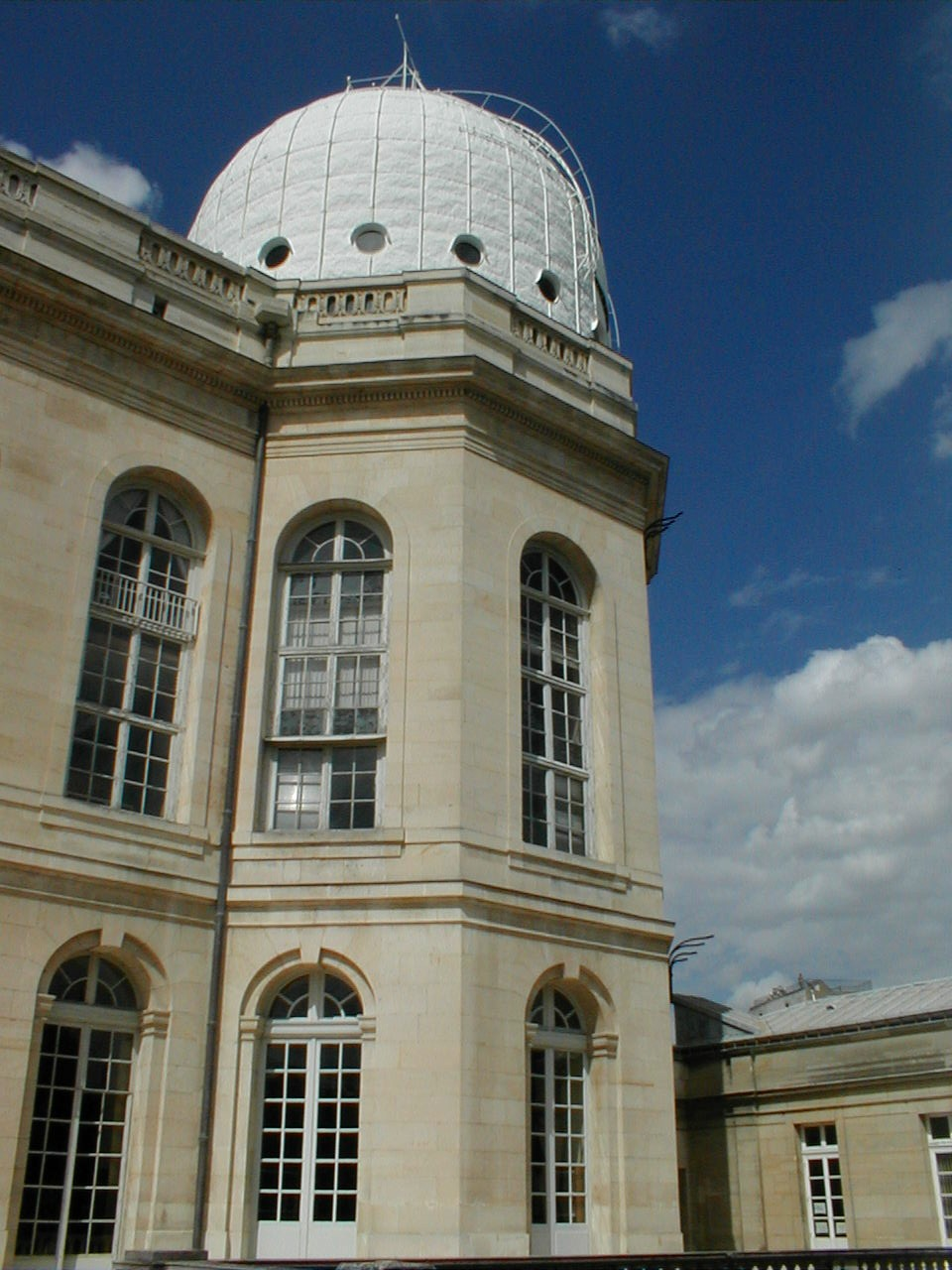
Cúpula Arago.

François Arago desarrolla en el observatorio la polimetría y la fotometría y realiza allí el primer daguerrotipo del Sol. Durante este periodo Foucault introduce el espejo reflector con una capa de plata para facilitar la observación solar sin sufrir daños.
Urbain Le Verrier ocupa el puesto de director de 1854 a 1870. Funda la meteorología, y la oficina de meteorología es posteriormente desplazada al Parque Montsouris. Al estar muy cercana al régimen del Segundo imperio francés y también ser miembro del Senado, consigue extender los poderes del director del Observatorio e igualmente aumentar la paga de los astrónomos. Pero su carácter autoritario crea tensiones importantes con el personal del observatorio. Poco después de la dimisión colectiva de los 14 astrónomos, es relevado de su puesto.
Jules Janssen presenta un proyecto de restauración del castillo de Meudon, obtiene los fondos necesarios (más de un millón de francos de la época) y funda allí el Observatorio de Astronomía Física en 1876. Se construye una gran cúpula, que alberga siempre instrumentos de observación. El Observatorio de Meudon sigue siendo uno de los laboratorios de referencia para el estudio del Sol.
El Almirante Mouchez, de 1878 a 1892 hasta su muerte, dirige a su vez el Observatorio. Decide en 1887, la creación del Carte du Ciel, proyecto en que participan 180 observatorios a lo largo del mundo. Renueva los aparatos y abre el observatorio al público. También unifica la hora en Francia, de acuerdo con la del meridiano de París.
François-Félix Tisserand coge la dirección del Observatorio desde 1892 a 1896, hasta su muerte. Todo elaborando su Tratado de mecánica celeste, él siguió de muy cerca las diferentes obras en curso y velar el buen funcionamiento del material. 
Después corresponderá a Maurice Lœwy encargarse de la dirección del Observatorio, de 1897 a 1907, hasta su muerte. Participa activamente en la elaboración del Mapa del cielo.
Benjamin Baillaud asume el puesto de director de 1908 a 1926. Es iniciador de la creación de la Oficina internacional de la hora. Participa activamente en la renovación de los equipos astronómicos franceses.

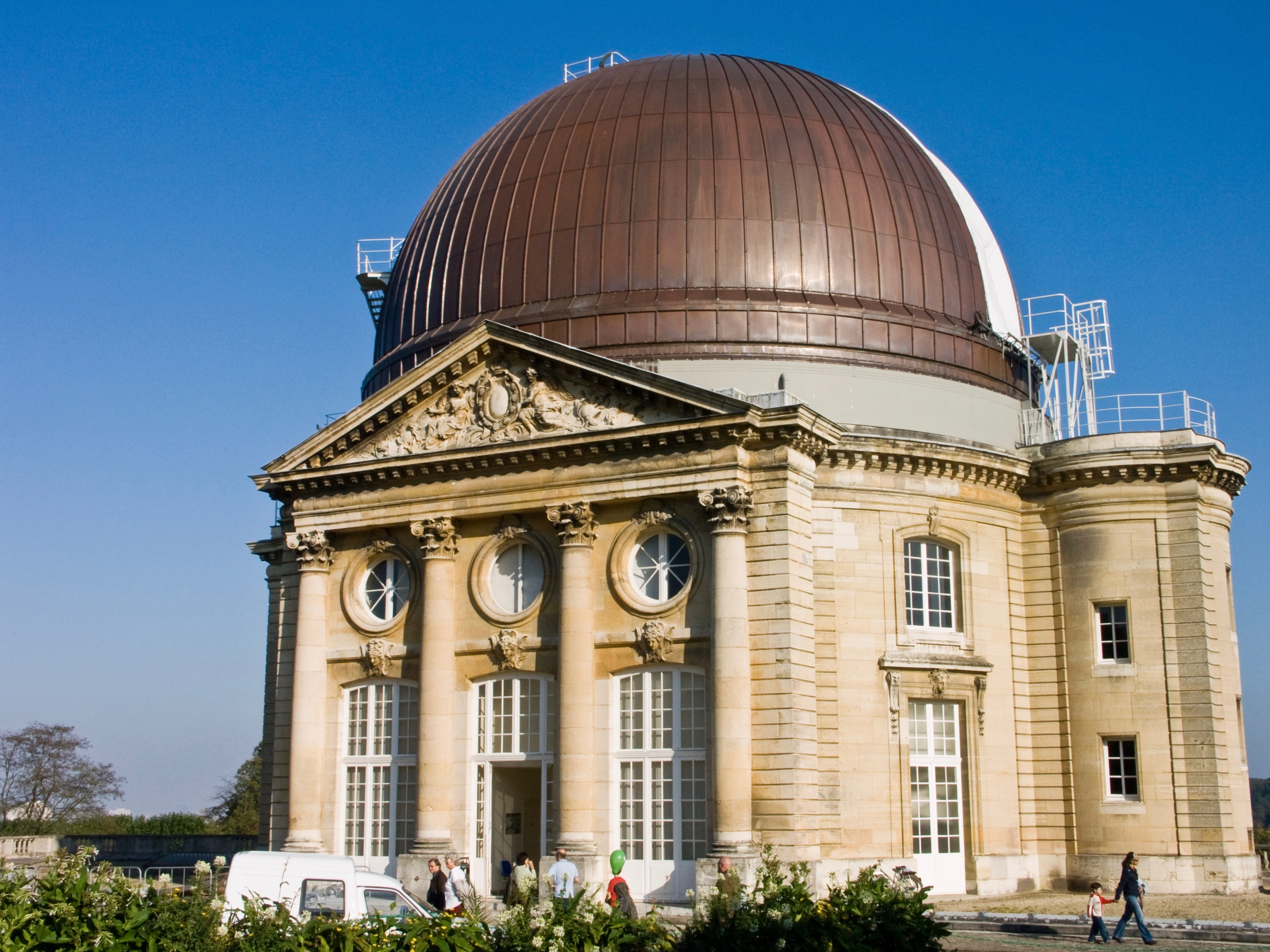
Gran cúpula encima del castillo de Meudon.

De 1927 a 1929, es Henri Deslandres quien se encarga de la dirección del observatorio. Deslandres era el director del Observatorio de Meudon. La vinculación de este al de París le permite acceder al puesto de director. Deslandres quería transferir todos los equipos astronómicos de París a Meudon, no conservando en la capital más que los aspectos administrativos, un proyecto que nunca será puesto en práctica.
Ernest Esclangon se hace cargo de la dirección de 1927 a 1944. En particular estará en el origen de la creación del horario hablado en 1932. Para garantizar la continuidad del Servicio horario, mientras Francia está invadida por Alemania, Esclangon y un aparte del personal salen hacia Burdeos. Es Armand Lambert quien toma a su cargo la dirección interina del observatorio. Después del armisticio el observatorio conserva una actividad más o menos normal. Siendo judío, Lambert continúa a pesar de todo a cargo de sus funciones. Es detenido en 1943 y enviado a Auschwitz, de donde nunca regresó.
Al final de la Segunda Guerra Mundial el puesto de director se atribuye a André-Louis Danjon, quien lo ejercerá hasta 1963. Antes de tener el puesto de director Danjon gozaba ya de una reputación muy sólida. Es gracias a esta como consigue extender enormemente los medios del Observatorio, sobre todo en cuanto a personal. Participa también activamente en el desarrollo de equipamientos, como la cámara electrónica. A causa del aumento del número de científicos en el Observatorio, hará construir varios edificios más y limitará la altura y la iluminación de los edificios situados en torno al Observatorio, de forma que se conserve una cierta calidad de visión. En 1953 el observatorio de Nançay queda vinculado al Observatorio de París. Este vínculo permite llevar a cabo numerosos descubrimientos sobre la corona solar y Júpiter.

### Época contemporánea
Implantado en las tres sedes de París, Meudon y Nançay, el Observatorio de París es un gran establecimiento dependiente del Ministerio de la Enseñanza Superior y la Investigación de Francia. Es el mayor polo nacional de investigación astronómica y actualmente está presidido por Daniel Egret.
Las investigaciones llevadas a cabo en el Observatorio de París cubren todos los campos de la astronomía y la astrofísica contemporáneas, al estudiar: 
- El Sol y sus relaciones con la Tierra
- Los planetas y los sistemas planetarios
- La formación de las estrellas
- El medio interestelar
- La formación y la evolución de las galaxias
- Las astropartículas
- La cosmología
- La metrología del espacio y del tiempo
- La historia y la filosofía de las ciencias

Los investigadores e ingenieros del Observatorio realizan instrumentos de observación para los telescopios en superficie o en las sondas espaciales, organizan campañas de observación, ponen en marcha el tratamiento y análisis de datos de observación, elaboran bases de datos o realizan simulaciones numéricas que permitan modelizar los fenómenos astrofísicos y hacer a partir de ellos interpretación teórica. 
El Observatorio de París acoge a una escuela doctoral y actividades de formación de profesores. Desarrolla un campus digital.

### Lista de los antiguos directores
- Giovanni Cassini (1671-1712)
- Jacques Cassini (1712-1756)
- César-François Cassini de Thury (1756-1784)
- Jean-Dominique, conde de Cassini (1784-1793)
- Joseph Jérôme Lefrançais de Lalande (1795-1800)
- Pierre Méchain (1800-1804)
- Jean-Baptiste Joseph Delambre (1804-1822)
- Alexis Bouvard (1822-1843)
- François Arago (1843-1853)
- Urbain Le Verrier (1854-1870)
- Charles-Eugène Delaunay (1870-1873)
- Urbain Le Verrier (1873-1877)
- Amédée Mouchez (1878-1892)
- Félix Tisserand (1892-1896)
- Maurice Loewy (1896-1907)
- Benjamin Baillaud (1908-1926)
- Henri-Alexandre Deslandres (1926-1929)
- Ernest Esclangon (1929-1944)
- André-Louis Danjon (1945-1963)
- Jean-François Denisse (1963-1967)
- Jean Delhaye (1967-1971)
- Raymond Michard (1971-1976)
- Jacques Boulon (1976-1981)
- Pierre Charvin (1981-1991)
- Michel Combes (1991-1999)
- Pierre Couturier (1999-2003)
- Daniel Egret (2003-)